# 1991
Il 1991 (MCMXCI in numeri romani) è un anno  del XX secolo.

## Eventi
- Prima chiamata con un cellulare GSM dalla rete finlandese Radiolinja. In luglio partirà la prima rete commerciale.
- Argentina: Carlos Menem instaura la parità 1 a 1 tra peso e dollaro.
- Linus Torvalds inizia lo sviluppo del kernel Linux.

### Gennaio
- 9 gennaio – Lituania: i sovietici occupano Vilnius per fermare l'indipendenza lituana: è l'inizio dei cosiddetti eventi di gennaio.
- 11 gennaio – USA: il Congresso autorizza George H. W. Bush ad attaccare l'Iraq nella Guerra del Golfo.
- 15 gennaio – Scade l'ultimatum dell'ONU nei confronti di Saddam Hussein, al fine di lasciare il territorio del Kuwait. Inizia la Guerra del Golfo.
- 17 gennaio
  - Kuwait/Iraq: inizio dell'attacco alleato all'Iraq
  - Guerra del Golfo: l'Iraq lancia 8 missili Scud su Israele, nel tentativo di provocarne la reazione.
  - Harald V diventa re di Norvegia alla morte del padre, Olav V.
- 18 gennaio
  - L'Iraq lancia 37 missili Scud su Israele, uccidendo una persona.
  - Iraq: l'aereo con a bordo il capitano Maurizio Cocciolone e il maggiore Gianmarco Bellini viene abbattuto durante un'operazione bellica e i due militari sono fatti prigionieri dagli iracheni.
- 26 gennaio – Somalia: le truppe ribelli occupano la capitale Mogadiscio e provocano la fuga di Siad Barre, che ha governato il paese per 21 anni.

### Febbraio
- 1º febbraio – Sudafrica: il governo abolisce le ultime leggi razziali ancora in vigore: finisce così l'Apartheid.
- 3 febbraio – Rimini: al termine del Congresso del PCI, Achille Occhetto annuncia ufficialmente il cambio del nome del Partito Comunista Italiano in Partito Democratico della Sinistra (PDS).
- 18 febbraio – Londra: due bombe dell'IRA devastano le stazioni ferroviarie di Victoria e Paddington.
- 24 febbraio – Kuwait/Iraq: nell'ambito della Guerra del Golfo inizia l'offensiva terrestre per la liberazione del Kuwait.
- 28 febbraio – Iraq: fine della Guerra del Golfo

### Marzo
- 7 marzo – Puglia: primo grande sbarco di profughi albanesi in Italia. Nel porto di Brindisi giungono 27.000 persone.
- 17 marzo  - Alle elezioni in Finlandia vittoria del Partito di Centro che forma un governo di centro-destra, estromettendo per la prima volta dal 1964 i socialdemocratici.
- 25 marzo – Los Angeles: Sophia Loren riceve il Premio Oscar alla carriera. Trionfatore della serata è il western Balla coi lupi, diretto, prodotto e interpretato da Kevin Costner, vincitore di 7 premi Oscar.

### Aprile
- 9 aprile – Unione Sovietica: la Georgia dichiara la propria indipendenza effettiva.
- 10 aprile – Italia: alle ore 22:00, al largo del porto di Livorno, il traghetto Moby Prince, diretto a Olbia, entra in collisione con la petroliera Agip Abruzzo e si incendia causando la morte di 140 persone. È la più grave tragedia nella storia della marina mercantile italiana.
- 11 aprile – Genova: esplosione a bordo della petroliera Haven: 5 morti, 30 feriti, 144.000 tonnellate di greggio in mare.
- 21 aprile – Eritrea: il Fronte di Liberazione del Popolo Eritreo (FLPE), guidato da Isaias Afewerki, assume il controllo del paese.

### Maggio
- 1º maggio – Papa Giovanni Paolo II pubblica l'enciclica Centesimus annus per i cento anni della Rerum Novarum di Leone XIII.
- 3 maggio – Stati Uniti: la CBS trasmette l'episodio conclusivo di Dallas dopo quattordici stagioni.
- 4 maggio – la Svezia vince l'Eurovision Song Contest, ospitato a Roma, Italia.
- 10 maggio – Germania: il cancelliere tedesco Helmut Kohl viene accolto da un lancio di uova nell'ex Germania orientale.
- 21 maggio
  - India: l'ex Primo Ministro indiano Rajiv Gandhi viene assassinato da una terrorista suicida imbottito di esplosivo nei pressi di Madras.
  - Etiopia: il dittatore Menghistu Hailè Mariàm viene rovesciato dai ribelli eritrei e tigrini e ripara in Zimbabwe, sancendo la fine della guerra civile etiope.

### Giugno
- 15 giugno – Filippine: il Monte Pinatubo erutta nella seconda più grande eruzione vulcanica del XX secolo, uccidendo oltre 800 persone.
- 23 giugno – nasce la celebre mascotte della SEGA, Sonic the Hedgehog.
- 25 giugno
  - Bonn: il Portogallo e la Spagna firmano gli Accordi di Schengen.
  - La Croazia e la Slovenia dichiarano la propria indipendenza dalla Jugoslavia.

### Luglio
- 1º luglio
  - Riunione di Praga: viene sciolto ufficialmente il Patto di Varsavia.
  - Parte il servizio di telefonia commerciale GSM, per mano dell'operatore tedesco Mannesmann. Nel 1982 era nato in Francia il Groupe Speciale Mobile (all'origine dell'acronimo GSM), con l'obiettivo di realizzare una tecnologia di comunicazione digitale standard.
- 8 luglio – con gli accordi di Brioni la Jugoslavia riconosce l'indipendenza della Slovenia.

### Agosto
- 6 agosto – nasce il World Wide Web. Il suo creatore, Tim Berners-Lee, mette on-line il primo sito web.
- 8 agosto – Bari: sbarca il mercantile Vlora carico di 12.000 profughi albanesi: 700 sono rinchiusi nello stadio della Vittoria, dove per tre giorni divampa la rivolta.
- 19 agosto – Mosca: tentativo di colpo di Stato. Il Capo dello Stato Michail Gorbačëv viene sequestrato. La crisi viene risolta in tre giorni dal neoeletto Presidente della Repubblica russa Boris El'cin.
- 20 agosto – l'Estonia dichiara restaurata la propria indipendenza dopo decenni di occupazione sovietica.
- 21 agosto – la Lettonia dichiara restaurata la propria indipendenza dopo decenni di occupazione sovietica.
- 23 agosto – Unione Sovietica: scoppia la rivolta contro il Partito comunista, sono assediate le varie sedi dai manifestanti. Nelle piazze vengono abbattute statue-simbolo. Al bando il PCUS. Michail Gorbačëv annuncia le sue dimissioni da segretario del partito.
- 24 agosto – Unione Sovietica: l'Ucraina dichiara la propria indipendenza.
- 25 agosto – Unione Sovietica: la Bielorussia dichiara la propria indipendenza.
- 26 agosto – Unione Sovietica: viene riconosciuto il diritto alla secessione da parte di ogni Repubblica costitutiva dell'Unione.
- 27 agosto – Unione Sovietica: la Moldavia dichiara la propria indipendenza.
- 30 agosto – Unione Sovietica: l'Azerbaigian dichiara la propria indipendenza.
- 31 agosto – Unione Sovietica: il Kirghizistan dichiara la propria indipendenza.

### Settembre
- 1º settembre – Unione Sovietica: l'Uzbekistan dichiara la propria indipendenza.
- 6 settembre
  - Sahara Occidentale: firmato il cessate il fuoco tra Fronte Polisario e Marocco sotto il controllo della missione ONU.
  - la Lituania restaura la propria indipendenza, dopo decenni di occupazione sovietica.
- 9 settembre – Unione Sovietica: il Tagikistan dichiara la propria indipendenza.
- 17 settembre – le Isole Marshall, gli Stati Federati di Micronesia, Corea del Sud e Corea del Nord entrano a far parte dell'ONU.
- 19 settembre – sul ghiacciaio del Similaun, sul versante italiano al confine fra Italia ed Austria, viene ritrovato un uomo – ritenuto un cacciatore – vissuto 5.000 anni fa, dal corpo mummificato: verrà ribattezzato la mummia del Similaun o, più familiarmente, Ötzi.
- 21 settembre – Unione Sovietica: l'Armenia dichiara la propria indipendenza.
- 24 settembre - La band Nirvana rilascia il secondo album intitolato Nevermind
- 30 settembre – Il presidente haitiano Jean-Bertrand Aristide viene deposto.

### Ottobre
- 11 ottobre – Manchester: Toby Fox, il creatore di Undertale, nasce.
- 28 ottobre – naufragio dell'Andrea Gail durante la tempesta perfetta.
- 29 ottobre – la sonda Galileo scatta la prima immagine ottica ravvicinata di un asteroide, 951 Gaspra, nel suo percorso di avvicinamento a Giove.

### Novembre
- 7 novembre – Magic Johnson, stella dei Los Angeles Lakers, comunica alla stampa il suo ritiro a soli 32 anni, dopo aver scoperto di avere contratto il virus dell’HIV.
- 12 novembre  - Timor Est: a Dili, i militari dell'esercito indonesiano d'occupazione sparano sulla folla riunita al cimitero di Santa Cruz: 200 i morti.
- 13 novembre – viene scoperto il 5488 Kiyosato

### Dicembre
- 3 dicembre – Unione Sovietica: lo scioglimento del KGB porta alla formazione di due servizi di informazione, FSB per la sicurezza interna e il controspionaggio e SVR per lo spionaggio estero.
- 4 dicembre – la compagnia aerea Pan American World Airways cessa di operare dopo 64 anni di servizio.
- 8 dicembre – Unione Sovietica: i presidenti di Russia, Ucraina e Bielorussia firmano a Belavezha il trattato che sancisce la dissoluzione dello Stato sovietico e la nascita della Comunità degli Stati Indipendenti (con sede a Minsk).
- 12 dicembre – Abuja viene dichiarata capitale della Nigeria.
- 21 dicembre – Unione Sovietica: col trattato di Alma Ata le altre 8 repubbliche dell'URSS (eccetto le 3 Baltiche e la Georgia) aderiscono al CSI.
- 25 dicembre – Unione Sovietica: Michail Gorbačëv si dimette da Presidente dell'Unione Sovietica.
- 26 dicembre
  - Unione Sovietica: il Soviet Supremo scioglie formalmente l'URSS. Parte la nuova Comunità degli Stati Indipendenti.
  - Algeria: in seguito a un colpo di Stato scoppia una guerra civile

## Nati
Ci sono circa 5 970 voci su persone nate nel 1991; vedi la pagina Nati nel 1991 per un elenco descrittivo o la categoria Nati nel 1991 per un indice alfabetico.

## Morti
Ci sono circa 1 330 voci su persone morte nel 1991; vedi la pagina Morti nel 1991 per un elenco descrittivo o la categoria Morti nel 1991 per un indice alfabetico.

## Calendario
| Calendario 1991 | Calendario 1991 | Calendario 1991 | Calendario 1991 | Calendario 1991 | Calendario 1991 | Calendario 1991 | Calendario 1991 | Calendario 1991 | Calendario 1991 | Calendario 1991 | Calendario 1991 | Calendario 1991 | Calendario 1991 | Calendario 1991 | Calendario 1991 | Calendario 1991 | Calendario 1991 | Calendario 1991 | Calendario 1991 | Calendario 1991 | Calendario 1991 | Calendario 1991 | Calendario 1991 | Calendario 1991 | Calendario 1991 | Calendario 1991 | Calendario 1991 | Calendario 1991 | Calendario 1991 | Calendario 1991 | Calendario 1991 | Calendario 1991 |
| --------------- | --------------- | --------------- | --------------- | --------------- | --------------- | --------------- | --------------- | --------------- | --------------- | --------------- | --------------- | --------------- | --------------- | --------------- | --------------- | --------------- | --------------- | --------------- | --------------- | --------------- | --------------- | --------------- | --------------- | --------------- | --------------- | --------------- | --------------- | --------------- | --------------- | --------------- | --------------- | --------------- |
|                 | 1               | 2               | 3               | 4               | 5               | 6               | 7               | 8               | 9               | 10              | 11              | 12              | 13              | 14              | 15              | 16              | 17              | 18              | 19              | 20              | 21              | 22              | 23              | 24              | 25              | 26              | 27              | 28              | 29              | 30              | 31              |                 |
| Gennaio         | Ma              | Me              | Gi              | Ve              | Sa              | Do              | Lu              | Ma              | Me              | Gi              | Ve              | Sa              | Do              | Lu              | Ma              | Me              | Gi              | Ve              | Sa              | Do              | Lu              | Ma              | Me              | Gi              | Ve              | Sa              | Do              | Lu              | Ma              | Me              | Gi              |                 |
| Febbraio        | Ve              | Sa              | Do              | Lu              | Ma              | Me              | Gi              | Ve              | Sa              | Do              | Lu              | Ma              | Me              | Gi              | Ve              | Sa              | Do              | Lu              | Ma              | Me              | Gi              | Ve              | Sa              | Do              | Lu              | Ma              | Me              | Gi              |                 |                 |                 |                 |
| Marzo           | Ve              | Sa              | Do              | Lu              | Ma              | Me              | Gi              | Ve              | Sa              | Do              | Lu              | Ma              | Me              | Gi              | Ve              | Sa              | Do              | Lu              | Ma              | Me              | Gi              | Ve              | Sa              | Do              | Lu              | Ma              | Me              | Gi              | Ve              | Sa              | Do              |                 |
| Aprile          | Lu              | Ma              | Me              | Gi              | Ve              | Sa              | Do              | Lu              | Ma              | Me              | Gi              | Ve              | Sa              | Do              | Lu              | Ma              | Me              | Gi              | Ve              | Sa              | Do              | Lu              | Ma              | Me              | Gi              | Ve              | Sa              | Do              | Lu              | Ma              |                 |                 |
| Maggio          | Me              | Gi              | Ve              | Sa              | Do              | Lu              | Ma              | Me              | Gi              | Ve              | Sa              | Do              | Lu              | Ma              | Me              | Gi              | Ve              | Sa              | Do              | Lu              | Ma              | Me              | Gi              | Ve              | Sa              | Do              | Lu              | Ma              | Me              | Gi              | Ve              |                 |
| Giugno          | Sa              | Do              | Lu              | Ma              | Me              | Gi              | Ve              | Sa              | Do              | Lu              | Ma              | Me              | Gi              | Ve              | Sa              | Do              | Lu              | Ma              | Me              | Gi              | Ve              | Sa              | Do              | Lu              | Ma              | Me              | Gi              | Ve              | Sa              | Do              |                 |                 |
| Luglio          | Lu              | Ma              | Me              | Gi              | Ve              | Sa              | Do              | Lu              | Ma              | Me              | Gi              | Ve              | Sa              | Do              | Lu              | Ma              | Me              | Gi              | Ve              | Sa              | Do              | Lu              | Ma              | Me              | Gi              | Ve              | Sa              | Do              | Lu              | Ma              | Me              |                 |
| Agosto          | Gi              | Ve              | Sa              | Do              | Lu              | Ma              | Me              | Gi              | Ve              | Sa              | Do              | Lu              | Ma              | Me              | Gi              | Ve              | Sa              | Do              | Lu              | Ma              | Me              | Gi              | Ve              | Sa              | Do              | Lu              | Ma              | Me              | Gi              | Ve              | Sa              |                 |
| Settembre       | Do              | Lu              | Ma              | Me              | Gi              | Ve              | Sa              | Do              | Lu              | Ma              | Me              | Gi              | Ve              | Sa              | Do              | Lu              | Ma              | Me              | Gi              | Ve              | Sa              | Do              | Lu              | Ma              | Me              | Gi              | Ve              | Sa              | Do              | Lu              |                 |                 |
| Ottobre         | Ma              | Me              | Gi              | Ve              | Sa              | Do              | Lu              | Ma              | Me              | Gi              | Ve              | Sa              | Do              | Lu              | Ma              | Me              | Gi              | Ve              | Sa              | Do              | Lu              | Ma              | Me              | Gi              | Ve              | Sa              | Do              | Lu              | Ma              | Me              | Gi              |                 |
| Novembre        | Ve              | Sa              | Do              | Lu              | Ma              | Me              | Gi              | Ve              | Sa              | Do              | Lu              | Ma              | Me              | Gi              | Ve              | Sa              | Do              | Lu              | Ma              | Me              | Gi              | Ve              | Sa              | Do              | Lu              | Ma              | Me              | Gi              | Ve              | Sa              |                 |                 |
| Dicembre        | Do              | Lu              | Ma              | Me              | Gi              | Ve              | Sa              | Do              | Lu              | Ma              | Me              | Gi              | Ve              | Sa              | Do              | Lu              | Ma              | Me              | Gi              | Ve              | Sa              | Do              | Lu              | Ma              | Me              | Gi              | Ve              | Sa              | Do              | Lu              | Ma              |                 |

## Premi Nobel
- per la Pace: Aung San Suu Kyi
- per la Letteratura: Nadine Gordimer
- per la Medicina: Erwin Neher, Bert Sakmann
- per la Fisica: Pierre-Gilles de Gennes
- per la Chimica: Richard R. Ernst
- per l'Economia: Ronald H. Coase

## Sport
- 19 aprile, Atlantic City – Evander Holyfield difende il titolo mondiale dei pesi massimi contro George Foreman.
- 19 maggio, Genova – La Sampdoria vince il primo Scudetto della sua storia.
- 22 maggio, Roma – L'Inter conquista la sua prima Coppa UEFA al termine di una finale tutta italiana con la Roma: per la squadra milanese è il primo successo europeo dal 1965.
- 29 maggio, Bari – La Stella Rossa Belgrado si aggiudica la Coppa Campioni contro l'Olympique Marsiglia.
- 16 giugno, Reggio Calabria – Il Foggia di Zdeněk Zeman vince per la prima volta il Campionato di Serie B tornando in massima serie dopo tredici anni.
- 20 ottobre, Suzuka – Ayrton Senna diventa Campione del Mondo per la terza volta in carriera.
- 24 dicembre, Zurigo – Il francese Jean-Pierre Papin viene insignito del Pallone d'oro.